# 笹田和子
笹田 和子（ささだ かずこ、1921年（大正10年）6月30日 - 2007年（平成19年）11月30日）は、日本の声楽家（ソプラノ）、オペラ歌手、音楽教育者。

## 略歴
大阪府大阪市出身。小学生の時に美声をかわれて教会の日曜学校で歌う。1939年（昭和14年）、東京音楽学校（現: 東京藝術大学）予科入学。木下保と原信子に師事。本科の同期には同じ声楽部の内田るり子、石井好子、畑中更予（米田更子）、前田幸市郎、器楽部の森正（指揮者）などがいた。1942年（昭和17年）に卒業と同時に藤原歌劇団に入り、同年11月にワーグナーのオペラ『ローエングリン』ヒロインのエルザでデビューを果たす。以来、同歌劇団で1000回余りの舞台を踏み、ワーグナー『タンホイザー』日本初演のエリーザベトなども務めた。二期会などでも活躍。
1945年（昭和20年）笹田と恋に落ちた織田作之助が、1946年（昭和21年）笹田の実家の笹田歯科医院に転がり込み正式に結婚。しかし、クリスチャンの家庭では無頼な執筆活動が果たせず、3月に飛び出してしまう。織田は1947年（昭和22年）1月 東京で喀血死する。
1957年（昭和32年）大阪に帰り、フリーで活躍。
音楽教育者としては、1965年（昭和40年）京都市立音楽短期大学教授、1969年（昭和44年）京都市立美術大学との合併により京都市立芸術大学教授（1970年（昭和45年）まで）。仁愛女子短期大学の音楽科主任教授や宝塚歌劇団などで講師を務めた。門下生に池田美也子、後久義昭、小坂井直美、小村亮三、鈴木操、まやはるこなどがいる。
1965年（昭和40年）子宮筋腫手術、1972年（昭和47年）子宮癌手術、1973年（昭和48年）左乳癌手術、1987年（昭和62年）右乳癌手術。これらの手術を乗り越え、1989年（平成元年）フェスティバルホールで復活リサイタルを開いた。
元・日本演奏連盟会員、二期会会員。
2007年（平成19年）11月30日、虚血性心疾患のため大阪府吹田市の病院で死去、86歳没。

## 主な舞台
- 1942年11月23 - 29日 藤原義江歌劇團 ワーグナー『ローエングリン』エルザ姫 歌舞伎座[15]
- 1946年9月20 - 30日 藤原歌劇団 指揮: マンフレート・グルリット 演出: 青山杉作 マスカーニ『カヴァレリア・ルスティカーナ』サントゥッツァ（高柳二葉とのダブルキャスト）日本語上演 帝国劇場[16][17]
- 1947年4月26 - 27日 関西交響楽団 指揮: 朝比奈隆 ソリスト: 笹田和子 ワーグナー『ローエングリン』から「エルザの夢」 ワーグナー『タンホイザー』から「エリザベートの祈り」 朝日会館[14][18]
- 1947年7月12 - 30日 藤原義江歌劇團 ワーグナー『タンホイザー』（日本初演）エリザベート姫 帝国劇場[19]
- 1947年7月23 - 24日 The Tokyo Educational Center presents（藤原義江歌劇團） "Tannhäuser" エリザベート姫 帝国劇場[20]
- 1947年10月24 - 25日 関西交響楽団 ブラームス『ドイツ・レクイエム』第1・5・2曲 指揮: 朝比奈隆 独唱: 笹田和子(S) 合唱: アサヒコーラス 朝日会館[18]
- 1948年5月1 - 8日 tokyo education center, ti&e section, eighth army（藤原歌劇団） "Madame Butterfly" Title role 帝国劇場[21]
- 1948年5月29 - 31日 長門美保歌劇團 プッチーニ『蝶々夫人』タイトル・ロール 大阪歌舞伎座[22]
- 1950年1月27 - 28日 関西交響樂團 マスカーニ『カヴァレリァ・ルスチカナ』サントゥツァ 大阪朝日会館[23]
- 1951年5月31日 - 6月6日 藤原歌劇團 ヴェルディ『アイーダ』タイトル・ロール 歌舞伎座[24]
- 1951年7月4 - 9日 関西オペラ プッチーニ『お蝶夫人』タイトル・ロール 大阪朝日会館[25]
- 1951年9月1 - 14日 藤原歌劇團 トーマ『ミニヨン』タイトル・ロール 新橋演舞場[26]
- 1951年10月11 - 12日 藤原歌劇團 ヴェルディ『アイーダ』タイトル・ロール 名古屋市公会堂[27]
- 1951年10月12 - 13日 藤原歌劇團 プッチーニ『お蝶夫人』タイトル・ロール 浜松市公会堂 静岡市公会堂[28]
- 1951年10月28日 藤原歌劇團 プッチーニ『お蝶夫人』タイトル・ロール 岡山市公会堂[29]
- 1951年12月19 - 23日 藤原歌劇団 プッチーニ『蝶々夫人』タイトル・ロール 新橋演舞場[30]
- 1952年4月7日 藤原歌劇団 ヴェルディ『アイーダ』タイトル・ロール 京都劇場[31]
- 1952年5月27 - 30日 藤原歌劇團 ワーグナー『タンホイザー』エリザベート 歌舞伎座[32]
- 1952年7月3 - 5日 藤原歌劇団 モーツァルト『ドン・ジョヴァンニ』ドンナ・エルヴィーラ 日比谷公会堂[33]
- 1953年7月22 - 25日 二期會 モーツァルト『フィガロの結婚』伯爵夫人 日比谷公会堂[34]
- 1953年10月30日 - 11月3日 二期会 ヴェルディ『オテロ』デズデモーナ 日比谷公会堂[35]
- 1954年5月4 - 6日 グルリツト・オペラ協会 プッチーニ『ラ・ボエーム』ムゼツタ 日比谷公会堂[36]
- 1955年1月19 - 25日 二期會 清水脩『修善寺物語』夜叉王娘桂 共立講堂 日比谷公会堂[37]
- 1955年4月6 - 16日 ITALIAN OPERA FESTIVAL ヴェルディ『アイーダ』タイトル・ロール 日比谷公会堂[38]
- 1955年9月13 - 18日 NHK交響楽団 スメタナ『売られた花嫁』カティンカ 日比谷公会堂[39]
- 1956年3月1 - 6日 二期会 モーツァルト『フィガロの結婚』伯爵夫人 産経ホール[40]
- 1956年4月4日 - 6月27日 二期会 モーツァルト『フィガロの結婚』伯爵夫人 産経ホール 日比谷公会堂[41]
- 1956年6月11 - 19日 グルリット・オペラ協会 モーツァルト『後宮よりの逃走』（日本初演）ブロンデ 産経ホール 日比谷公会堂[42]
- 1956年11月21日 - 12月11日 二期会 モーツァルト『フィガロの結婚』伯爵夫人 神奈川県立音楽堂[43]
- 1956年12月1日 大阪テレビ放送開局記念コンサート 『シンフォニー・オブ・OTV』プッチーニ「お蝶夫人」より 指揮: 近衛秀麿 ソプラノ: 笹田和子 演奏: ABC交響楽団 東京交響楽団 関西交響楽団[44]
- 1960年1月27 - 31日 二期会 カール・マリア・フォン・ウェーバー『魔弾の射手』アガーテ フェスティバルホール[45]
- 1960年12月26日 管弦楽: 大阪フィルハーモニー交響楽団 指揮: 朝比奈隆 ソプラノ: 笹田和子 アルト: 桂斗伎子 テノール: 木村彦治 バス: 石津憲一 合唱: 富山県合唱連盟特別合唱団 富山市公会堂[46]
- 1961年5月1日 ベートーヴェン交響曲第9番『合唱』フランツ・コンヴィチュニー（指揮） ライプツィヒ・ゲヴァントハウス管弦楽団 笹田和子(Sp) 川崎静子(Alt) 布施隆治(Tn) 中山悌一(Bn) アサヒコーラス 日比谷公会堂
- 1963年12月15日 藤原歌劇団 ヨハン・シュトラウス2世『こうもり』ゲスト出演 東京文化会館[47]
- 1999年9月3 - 5日 大阪音楽大学ザ・カレッジ・オペラハウス 黛敏郎『金閣寺』特別支援 東京文化会館大ホール[48]

## 受賞歴
- 大阪文化祭賞 1964年（昭和39年）[1]
- 大阪府民劇場賞 1989年（平成1年）[1] 笹田和子リサイタルによる[7]

## 著書
- 『ああ、わが歌、わが人生－三度のガンをこえ、オペラとともに－』なにわ塾叢書第65巻 ブレーンセンター ISBN 9784833901659[7]

## ディスコグラフィー
- 独唱: 印度の歌 堀内敬三[作詞] R.コルザコフ[作曲] 奥山貞吉[編曲] 笹田和子（コロムビア（戦前）商品番号 100791 1943-11）[49]
- 独唱: 夜の調べ 内藤水濯[作詞] グノー[作曲] 奥山貞吉[編曲] 笹田和子（コロムビア（戦前）商品番号 100791 1943-11）[49]
- 斉唱: 技能讃歌 尾崎喜八[作詞] 弘田龍太郎[作曲] 伊藤武雄 笹田和子[声楽]（コロムビア（戦前） 商品番号 32078 1944-02）[49]
- 勝利の生産 国民徴用援護会制定 信時潔[作曲] 伊藤武雄 笹田和子[声楽]（ニッチク 商品番号 100837）
- CD8枚組 甦る！ NHKラジオ歌謡（オムニバス）
- CD ベートーヴェン交響曲第9番『合唱』フランツ・コンヴィチュニー（指揮） ライプツィヒ・ゲヴァントハウス管弦楽団 笹田和子(Sp) 川崎静子(Alt) 布施隆治(Tn) 中山悌一(Bn) アサヒコーラス 【録音】1961年5月1日 日比谷公会堂 NHK収録（ステレオ・ライヴ）

## 関連文献
- 『織田作之助研究』（河原義夫編、六月社書房）1971 ASIN:B000J96UCE
- 『資料織田作之助』（関根和行、オリジン出版センター）1979 ASIN:B000J8JIL0
- 『生き愛し書いた 織田作之助伝』（大谷晃一、講談社）1973 ASIN:B000J97URI
- 『織田作之助文藝事典』（浦西和彦編、和泉書院）
- 『青春の賭け 小説織田作之助』 (青山光二、講談社文芸文庫) 1978 ASIN:B000J8QS1I
- 『虹の天象儀』（瀬名秀明、祥伝社） - 織田作之助を扱ったSF小説 2001 ISBN 978-4396328849
- 『コーヒーもう一杯』第3巻収録『一枝と作之助』（山川直人、エンターブレイン）2007 ISBN 978-4-7577-3501-9